# Hornburger Synagoge

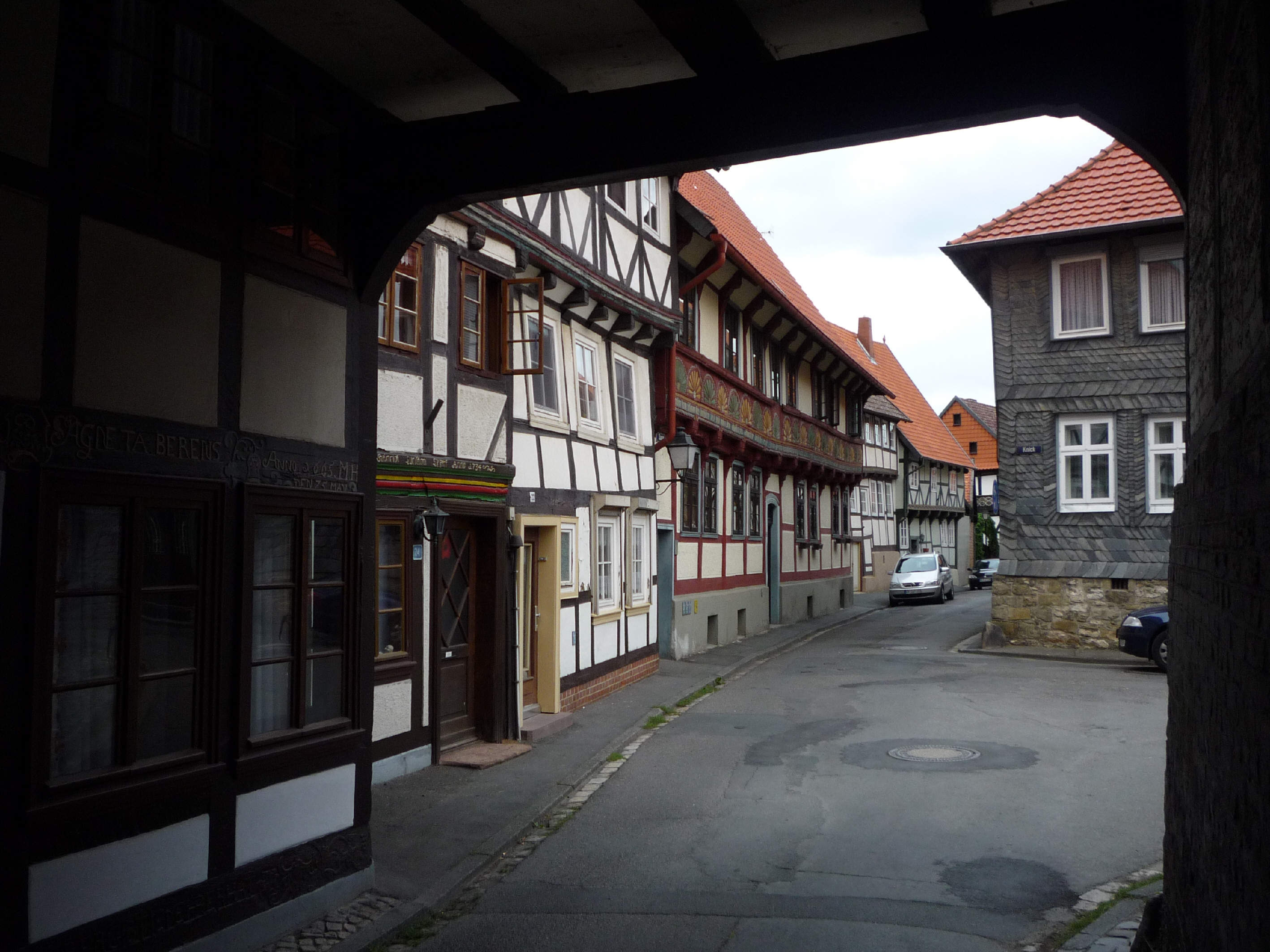
Blick durch das Dammtor auf die Dammstraße in Hornburg. Das Gebäude Dammstraße 20 (links, mit rötlichem Fachwerk) ist das ehemalige Vorderhaus der Synagoge.

Die Hornburger Synagoge war eine 1766 eingeweihte barocke Landsynagoge in Hornburg. Die Inneneinrichtung ist erhalten und wird im Jüdischen Museum des Braunschweigischen Landesmuseums in den historischen Gebäuden Hinter Aegidien gezeigt.

## Geschichte

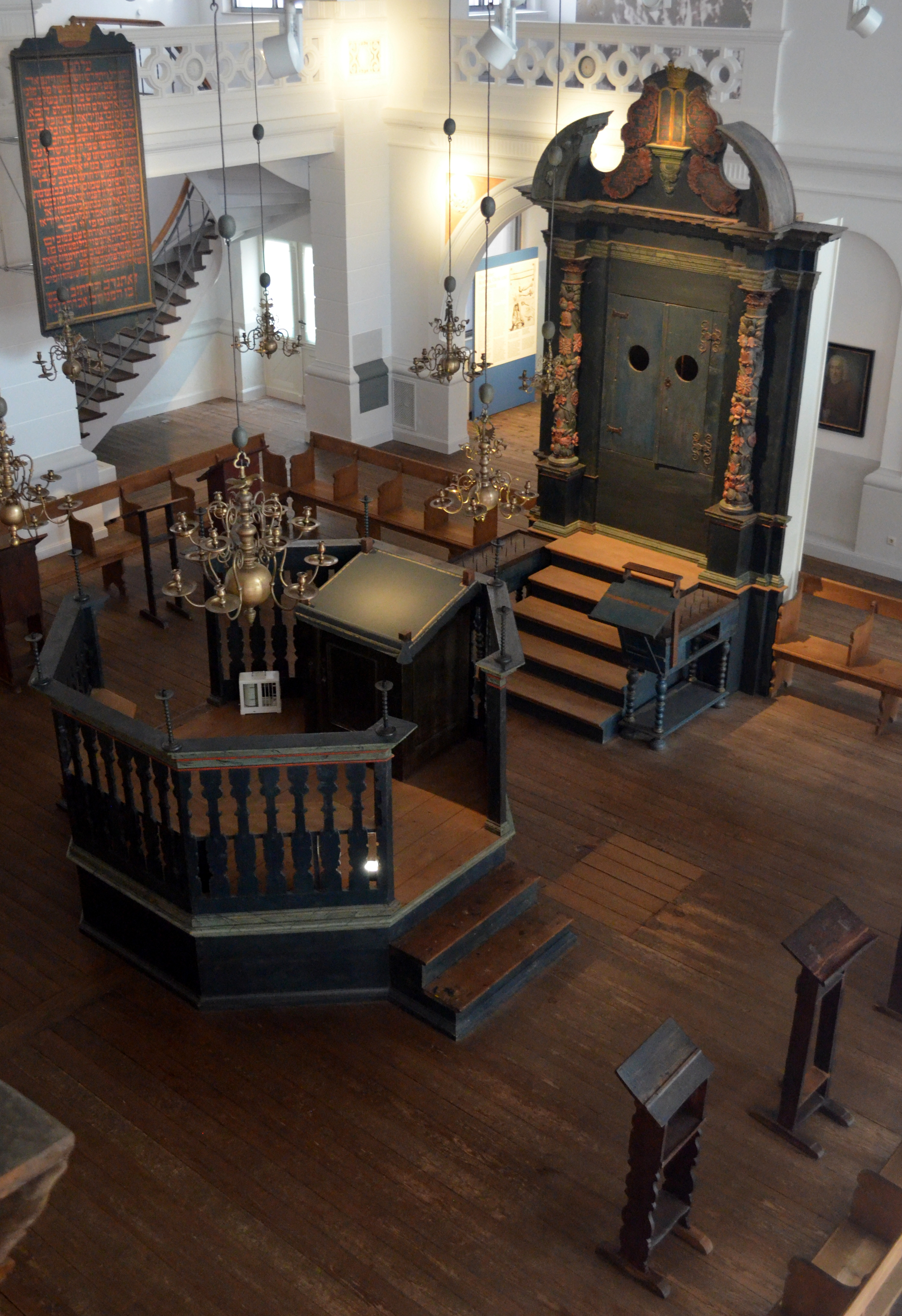
Barocker Toraschrein (rechts) und Bima (Achteck) im Jüdischen Museum Braunschweig, Zweigstelle des Braunschweigischen Landesmuseums, Hinter Aegidien.

Die relativ arme jüdische Gemeinde zu Hornburg, die seit Mitte des 17. Jahrhunderts bestand, feierte ihre Gottesdienste in Privaträumen, bevor sie eine eigene Synagoge errichten konnte. Man erwarb 1766 zu diesem Zweck das baufällige Behrensche Haus nahe dem Dammtor und baute es um. Im Hinterhof entstand die Synagoge, das Vorderhaus wurde als Mikwe, Schule und Lehrerwohnung genutzt.
Ab 1882 war die Hornburger Gemeinde zu klein, um einen Minjan zum Gottesdienst zu stellen. Auch fehlten jetzt die Mittel zum Unterhalt des Gebäudes, das in den Folgejahren verfiel. Einzelne Gegenstände aus dem Synagogeninventar wurden in dieser Zeit an Interessenten verkauft. Schon vor Beginn des Ersten Weltkriegs versuchte der erste Direktor des Vaterländischen Museums, Karl Steinacker, die Inneneinrichtung der Hornburger Synagoge nach Braunschweig zu überführen. Als er 1922 vom geplanten Abriss erfuhr, gelang es Steinacker, diesen bis 1924 aufzuschieben. In einer gemeinsamen Rettungsaktion der jüdischen Gemeinde in Braunschweig, des Vaterländischen Museums Braunschweig und der Technischen Hochschule Braunschweig und mit vielfältiger Unterstützung von Einzelpersonen, unter anderem durch Ephraim Moses Lilien, wurde die Inneneinrichtung der Synagoge nach Braunschweig überführt.
Seit 1924 ist die Inneneinrichtung der Hornburger Synagoge, zusammen mit einer Judaica-Sammlung, Teil des Braunschweigischen Landesmuseums. Sie blieb auch in den Jahren der NS-Diktatur fast bis zum Kriegsende zugänglich, allerdings im Sinne der antisemitischen Weltanschauung umgedeutet als „Fremdkörper in der deutschen Kultur;“ für die Zukunft war ihre Einbeziehung in eine „dauernde Judenausstellung“ geplant.
Die Synagogeneinrichtung wurde durch Kriegseinwirkung beschädigt und provisorisch magaziniert; der jahrzehntelange Verbleib im Magazin verursachte erhebliche weitere Schäden, insbesondere ging die Deckenmalerei bis auf die Kuppel verloren. Nach Kriegsende vergingen über 40 Jahre, ehe die Hornburger Synagoge 1987 in einer neuen Museumskonzeption wieder der Öffentlichkeit präsentiert werden konnte. Sie ist die einzige erhaltene historische Inneneinrichtung einer Synagoge im norddeutschen Raum.

## Architektur
Die Synagoge lag im Hinterhof eines älteren Fachwerkgebäudes im Renaissance-Stil, in dem weitere Einrichtungen der Synagogengemeinde untergebracht waren. Das Behrensche Haus wurde in drei Jahren zu einem quadratischen Fachwerkhaus mit Mansarddach im Barockstil umgebaut. Architektonisches Vorbild war die orthodoxe Synagoge in Halberstadt, erbaut 1711. Auch sie hatte einen fast quadratischen Hauptraum, dem ein kleiner Vorraum im Westen als Eingangsbereich angefügt war. Von hier aus führte eine Treppe auf die vergitterte Frauenempore. Das Erdgeschoss mit Bima und Toraschrein war den Männern vorbehalten.
Der Innenraum hatte ein hölzernes Spiegelgewölbe. Der Standort der Bima wurde durch eine kleine Kuppel hervorgehoben. Diese war mit einem Sternenhimmel ausgemalt. Die weitere Ausmalung der Decke zeigte Kultgegenstände aus Israels Geschichte: den Mischkan (Westseite, über der Frauenempore), die Bundeslade (Ostseite, über dem Toraschrein), die Menora und den Schaubrottisch.
Das langgezogene, traufständige Vorderhaus in der Dammstraße 20 ist ein zweigeschossiges Fachwerkhaus. Es wurde schon 1569 als Pastorat errichtet. Die jüdische Gemeinde nutzte das Gebäude von 1763 bis 1810.

## Inneneinrichtung

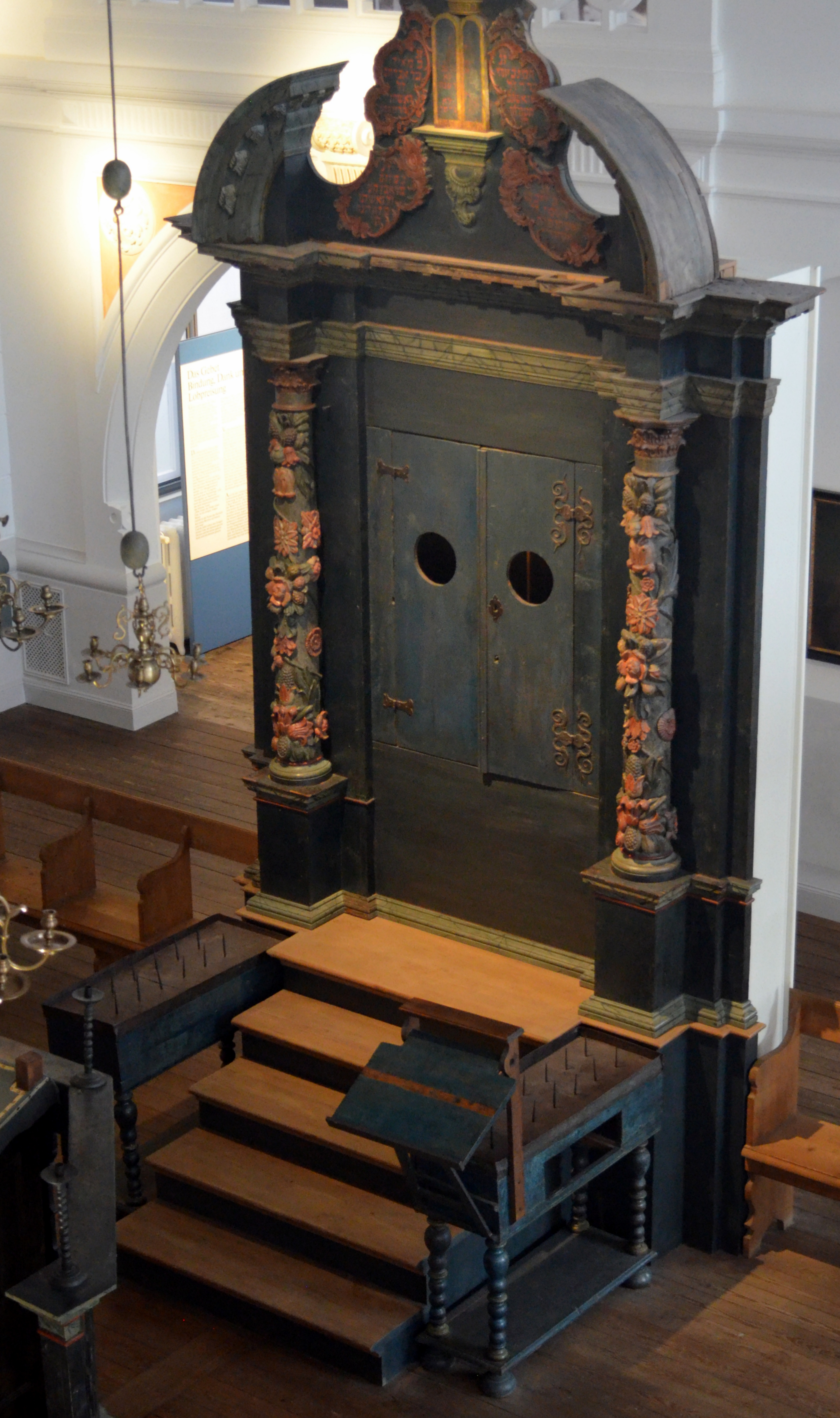
Toraschrein

Der hölzerne Toraschrein an der Ostwand ist durch barockes Schnitzwerk geschmückt. In der Mitte befindet sich der eigentliche, zweitürige Schrein für die Torarollen, der von zwei Säulen (Jachin und Boas) mit Frucht- und Blumenornamenten flankiert wird. Nach oben bilden zwei Gesetzestafeln die Bekrönung des Schreins. Die Treppe, die zum Toraschrein hinaufführt, besitzt zu beiden Seiten breite Wangen mit Metallstiften. Hier konnten Gemeindeglieder Jahrzeitlichter zur Erinnerung an ihre Verstorbenen aufstecken.
Im Mittelpunkt des Raumes, unter der ausgemalten Kuppel, steht die achteckige Bima, die von der Nord- und der Südseite betreten werden kann. Von der Decke hängen mehrere Barockleuchter.
An den Seitenwänden sind auf Höhe der Empore zwei hölzerne Gebetstafeln aufgehängt, eine mit dem hebräischen Gebet „al hakol“, die andere, deutsch und hebräisch, mit dem Königsgebet für „Fridericus Rex.“
Die männlichen Gemeindeglieder saßen auf den Bänken, die entlang der Außenwände aufgestellt sind; dabei sind die Sitzplätze durch Lehnen voneinander getrennt. Es gibt außerdem bewegliche Pulte in unterschiedlicher Form, die zur Aufnahme von Büchern dienten.
Zum 1924 aus Hornburg übernommenen Inventar gehörten noch: ein Matzekasten, ein Chanukkaleuchter und zwei hölzerne Stehleuchter.

### Einrichtungsstücke aus Gandersheim
Für die museale Präsentation der Hornburger Synagoge erhielt das Vaterländische Museum 1924 von der jüdischen Gemeinde Braunschweig eine Reihe von Objekten der Gandersheimer Gemeinde. Diese hatte seit den 1770er Jahren ihren Gottesdienst in Privaträumen gefeiert, sich aber 1911 der Seesener Synagogengemeinde angeschlossen. Das nicht mehr benötigte Inventar des Gandersheimer Betraums wurde von der Braunschweiger  Gemeinde übernommen; das Ensemble umfasste:
- drei Vorhänge für den Toraschrein
- vier Toramäntel
- eine Pultdecke und einen (neuen) Pulttisch